# Caloneuridae
Caloneuridae — отряд вымерших крылатых насекомых. Обнаружены в ископаемых отложениях пермского и каменноугольного периодов Евразии (Франция и Россия) и Северной Америки (США) (303,7—254,17 миллионов лет назад).

## Описание
Внешне сходные с палочниками четырёхкрылые насекомые. Передние и задние крылья с гомономным жилкованием складывались крышевидно или плоско на брюшке. Ротовой аппарат грызущий, усики и ноги длинные. Гениталии самцов с хватательными форцепсами.

## Классификация
Семейство включает следующие роды и виды:
- †Caloneura Brongniart, 1885
  - †Caloneura dawsonii Brongniart, 1885
- †Caloneurella Carpenter, 1934
  - †Caloneurella carbonaria Carpenter, 1934
- †Eohymen Martynov, 1937
  - †Eohymen maculipennis Martynov, 1937
- †Isadistica Rasnitsyn and Aristov, 2013
  - †Isadistica issada Rasnitsyn and Aristov, 2013
  - †Isadistica longa Rasnitsyn and Aristov, 2013
- †Ligogramma Béthoux et al., 2004
  - †Ligogramma sinuosa Béthoux et al., 2004
  - †Ligogramma wichita Beckemeyer, 2009
- †Pleisiogramma Carpenter, 1943
  - †Pleisiogramma maueri Novokshonov, 1998
  - †Pleisiogramma medialis Carpenter, 1943
- †Vilviopsis Martynov, 1938
  - †Vilviopsis extensa Martynov, 1938
  - †Vilviopsis picta Rasnitsyn, 2004